# Лея, Юрис Янович
Юрис Янович Ле́я (латыш. Juris Leja; 9 августа 1938, Рига — 15 декабря 2021) — советский и латвийский физиолог, один из основоположников внутрижелудочной pH-метрии в СССР. Разработчик методов и аппаратуры для диагностики кислотозависимых заболеваний верхних отделов желудочно-кишечного тракта. Заведующий кафедрой патологической физиологии Рижского университета имени Страдыня. Заслуженный учёный Латвии (2003).
Ученик профессора Е. Ю. Линара.

## Биография
Окончил в 1962 году Латвийскую медицинскую академию (ныне Рижский университет имени Страдыня). В 1965 году защитил диссертацию на соискание учёной степени кандидата медицинских наук (в Латвийском институте экспериментальной и клинической медицины), в 1971 года — доктор медицинских наук (в Латвийской медицинской академии). С 1976 года — профессор.
С 1962 по 1972 год — младший научный сотрудник Латвийского института экспериментальной и клинической медицины. С 1972 года — руководитель кафедры Рижского университета имени Страдыня.
Скончался 15 декабря 2021 года.

## Ацидогастрометры Юриса Лея
Юрис Лея, кроме научных исследований в области гастроэнтерологии и профессорско-преподавательской деятельности, также занимается конструированием аппаратуры для внутрижелудочной pH-метрии. Он автор (соавтор) нескольких авторских свидетельств, выданных в СССР на pH-метрические зонды и их элементы. При активном участии Юриса Лея разработаны и выпускается (выпускалась) латвийской фирмой «L/C Legedy» серия ацидогастрометров: одноместные, многоместные ST-9, для суточной pH-метрии, для эндоскопической pH-метрии ST-4.
Однако из-за геополитических причин и конкуренции в Европе со стороны ацидогастрометров «Digitrapper» и «Poligraf» фирмы «Medtronic» (поглотившую шведскую фирму-производителя аппаратуры для внутрижелудочной pH-метрии «Synectics AB Medical») и в странах СНГ со стороны российских приборов «АГМ-03» и «Гастроскан» фирмы «Исток-Система», ацидогастрометры Юриса Лея не получили широкого распространения.